# Oneview
Oneview war eine deutsch- und englischsprachige Anwendung für Social Bookmarking. Die Plattform wurde bereits 1998 durch die Multimedia-Agentur denkwerk ins Leben gerufen und gilt somit als einer der ersten Anbieter von Social Bookmarking weltweit. Im Jahr 2005 wurden die Assets der alten oneview AG von den Gründern Carl-Marcus Rudert, Guido Kaltwasser und Rene Kaute gekauft und das Konzept zu einer der in den Folgejahren größten Social Bookmarking Plattformen und menschlichen Suchmaschinen in Deutschland weiterentwickelt. Im August 2012 wurde Oneview neu positioniert und zeitgleich relaunchte dw capital (CEO: Axel Schmiegelow) sowohl die deutsch- als auch die englischsprachige Plattform. Eigenen Angaben zufolge wies die Plattform eine Sammlung von über 50 Millionen Lesezeichen ihrer Mitglieder aus (Stand September 2012). Oneview wurde 2015 geschlossen.

## Funktionen
Mit der Neupositionierung von Oneview im Jahr 2005 wandelte sich der ursprüngliche Online Bookmarking Dienst zu einer Social Bookmarking Plattform mit Freunde-Netzwerk und Anbindung an die sozialen Netzwerke wie Twitter und Facebook. Ziel war es, mit den von Menschen vorselektierten (TAGS) und bewerteten Links eine menschliche Suchmaschine zu realisieren. Im Jahr 2012 wurde der Social-Bookmarking-Dienst zu einer Social-Sharing-Plattform weiterentwickelt. Funktionen wurden ergänzt und die Optik verändert. Neu sind Import, Archivierung und Durchsuchbarkeit von Links in sozialen Netzwerken, Erstellung von Themenkreisen zur Verwaltung des „digitalen“ Linkgedächtnisses und relevante Linkempfehlungen aus sozialen Netzwerken.
Früher sah Oneview vor, dass Weblinks manuell durch die Nutzer im persönlichen Profil abgespeichert werden und auch Screenshots der jeweiligen Seite gespeichert werden konnten (Persönliches Webseiten Archiv); mit der Weiterentwicklung in den Jahren bis 2012 konnten auch die in einem sozialen Netzwerk veröffentlichten Links über den eigenen Account in Oneview angezeigt werden. Ab 2012 konnten dann die verbreiteten Links mit den verknüpften Social-Media-Konten (Facebook, Twitter) automatisch abgeglichen werden.
Unten genannte Kerneigenschaften blieben auch nach dem Relaunch im Jahr 2012 erhalten:
Die grundlegenden Funktionen von Oneview als Social-Bookmarking-Dienst bestehen im Speichern und Verwalten von Links, dem Verschlagworten bzw. Taggen der Links, dem zentralen Kopieren der gespeicherten Links und der Bereitstellung des zeitlich und räumlich unabhängigen Zugriffs auf die Linksammlung eines oder aller Mitglieder. Des Weiteren können die gesammelten Informationen mit anderen Anwendern geteilt werden. Damit der Nutzer die Informationen schnell findet, bietet Oneview eine Suchfunktion an. In den Suchergebnissen werden menschlich gefilterte Informationen präsentiert. Ebenso dient die Kombination von verschiedenen Tags als Suchabfrage dazu, die gewünschten Informationen schnell zu finden. Für registrierte Nutzer bietet sich die Möglichkeit eine eigene Sammlung von Lesezeichen anzulegen und diese mit Tags zu versehen. Dadurch kann ein Anwender jederzeit auf seine gesammelten Links zugreifen und sie wiederfinden. Die gesammelten Lesezeichen können als privat oder öffentlich einsehbar gekennzeichnet werden. Bei einer öffentlichen Freigabe stehen sie anderen Nutzern zur Verfügung, unabhängig davon, ob diese registriert sind oder nicht. Die öffentliche Freigabe beinhaltet die Vergabe von weiteren Tags durch andere Anwender (siehe auch Folksonomy).

## Geschichte und Entwicklung
Durch die frühzeitige Gründung kann Oneview als einer der Wegbereiter der aktuellen Social-Bookmarking- und Social-Search-Angebote gesehen werden. Oneview war bereits 2001 in 12 Sprachen online nutzbar. Für das Konzept wurde Oneview u. a. 1999 mit dem Deutschen Multimedia-Award und im selben Jahr mit der „World Medal“ der New York Festivals ausgezeichnet. Im August 2000 folgte dann eine Auszeichnung mit dem „Best in eBusiness Award“.
Version 1 der Plattform wurde ab 2005 durch Version 2 abgelöst, wobei die alte Version noch bis März 2007 zur Verfügung stand. Als diese endgültig vom Netz genommenen und komplett durch die Version 2 der neugegründeten oneview GmbH ersetzt war, wurde die Beteiligung des Kölner Verlagshauses M. DuMont Schauberg bekannt gegeben.
dw capital verantwortet die Neupositionierung von Oneview im Jahr 2012 inklusive Umsetzung und ist als Investor am Unternehmen beteiligt.